# Heřman z Tardy
Dr. Heřman z Tardy – též Heřman von Tardy – (19. listopadu 1832 Husinec v Pruském Slezsku – 15. března 1917 Královské Vinohrady) byl evangelický reformovaný farář a představitel církve.

## Biografie
Narodil se do rodiny s farářskou tradicí – jeho otec Josef byl farářem v slezském Husinci, jeho dědeček Mojžíš původem z Uher přišel do Čech s první generací tolerančních kazatelů a stal se farářem v Libici nad Cidlinou.
Studoval v Praze, Heidelbergu a Halle. Byl evangelickým farářem reformovaného vyznání. V letech 1858-1867 byl farářem v Hořátvi (dnes sloučeno do sboru Českobratrské církve evangelické Nymburk). V letech 1865-1867 byl odpovědným redaktorem Hlasů ze Siona. V roce 1869 se zúčastnil poselství do Ameriky. V letech 1867-1904 byl vrchním církevním radou ve Vídni. Byl činný jako vydavatel knih a autor četných článků, výrazný představil evangelické církve v Čechách po Protestantském patentu 1861.
Tardy byl stoupencem neokalvinismu, který se v českých reformovaných sborech prosadil proti racionalistickým tendencím farářů Bedřicha Viléma Košuta a Benjamina Košuta, jejichž vliv u českých evangelíků vyvrcholil v polovině 19. století. Seznámil se s Hermannem Friedrichem Kohlbrüggem, jehož činnost v Elberfeldu (dnes Wuppertal), kde vedl významný reformovaný sbor, Tardyho inspirovala. Od šedesátých let vydával v českých překladech základní díla reformovaného vyznání (Heidelberský katechismus a Helvetské vyznání) i některé Kohlbrüggeho spisy. V tomto směru ovlivnil další české reformované duchovní, např. Františka Šebestu.
Pohřben byl v Libici nad Cidlinou.

## Dílo
- O prvních kazatelích české evangelické reform. církve po udělení tolerančního patentu ze dne 13. října 1781 z Uher do Čech a do Moravy přišlých. Praha 1909.
- (vyd.) Jana Végha horlivé a nábožné Modlitby křesťanské. Brno 1903.
- (přel.) Konfessí helvetská, to jest, Vyznání aneb sprostné vysvětlení víry křesťanské, kterou jednomyslně s prvotní církví apoštolskou, s Jednotou českých bratří a ze všemi věrnými křesťany vůbec vyznávají reformované církve v Čechách a na Moravě přeložil a podruhé vydal Heřman Tardy. Pardubice 1885.
- (přel.) Kohlbrügge, Hermann Friedrich: Postilla to jest výklady písem svatých na neděle a svátky celého roku. Vídeň 1870 (další vydání: Vídeň 1878).
- B.V. Košut, farář a jeho hanopisy proti dr. bohosloví Kohlbrüggovi a jeho postille a proti Jednotě Bratří Ochranovských. Praha 1868.
- Historie evangelicko-reformovaného sboru Hořatevského od jeho založení až do léta Páně 1868. Připojeno kázání na rozloučenou držané od duch. správce Hořatevského dne 19. led. 1868. Vídeň 1868.
- (vyd.) Malý Kancionál, čili, Žalmové a písně duchovní ku poctě Boží a k vzdělání církví Jezukristových v národu českém. Praha 1868 (další vydání: Vídeň 1882; Kutná Hora 1900).
- (vyd.) Heidelberský katechismus. Praha 1867 (další vydání: Praha 1873; Pardubice 1890).
- (spolu s Janem Janatou a Václavem Šubrtem:) Památka roku slavnostního 1863, tisícileté památky obrácení národu českého na Moravě, Slovensku a v Čechách skrze Cyrila a Metoděje na křesťanství. Praha 1864. dostupné online
- Lidu českého vzkříšení. Kázání konané v den prvního konventu ev. h.v. seniorátu poděbradského v Chlebích dne 11. listop. 1862. Praha 1862.